# FC Slovan Galanta
FC Slovan Galanta là một câu lạc bộ bóng đá Slovakia, đến từ thị trấn Galanta. Câu lạc bộ được thành lập năm 1911.

## Khởi đầu bóng đá ở Galanta
Năm 1911, GSG Galántai Sport Club được thành lập trong thành phố. Câu lạc bộ hiện tại không có liên hệ gì với câu lạc bộ này, nhưng họ vẫn giữ truyền thống câu lạc bộ đầu tiên trong vùng.

## Đội hình hiện tại
Tính đến ngày 1 tháng 9 năm 2018

Ghi chú: Quốc kỳ chỉ đội tuyển quốc gia được xác định rõ trong điều lệ tư cách FIFA. Các cầu thủ có thể giữ hơn một quốc tịch ngoài FIFA.
| Số | VT | Quốc gia | Cầu thủ                  |
| -- | -- | -------- | ------------------------ |
| 1  | TM | Slovakia | Michal Kolčár            |
| 3  | HV | Perú     | Peter Eliáš (đội trưởng) |
| 4  | HV | Slovakia | Matej Jakabovič          |
| 5  | HV | Slovakia | Dávid Baša*              |
| 6  | TĐ | Slovakia | Denis Bosý*              |
| 7  | TĐ | Slovakia | Ádám Lenárt              |
| 8  | TĐ | Nigeria  | Kingsley Kemakolam Iheme |
| 9  | TV | Slovakia | Michal Jakubjak          |
| 10 | TĐ | Slovakia | Karol Pavelka            |
| 11 | TĐ | Serbia   | Miloš Ninković           |
| 13 | TĐ | Slovakia | Tomáš Winkler            |

| Số | VT | Quốc gia | Cầu thủ          |
| -- | -- | -------- | ---------------- |
| 14 | TV | Slovakia | Jakub Ondriš     |
| 15 | TV | Slovakia | Klaudio Lipovský |
| 16 | HV | Slovakia | Tomáš Hlavna     |
| 17 | HV | Slovakia | Marek Tomiš      |
| 19 | TV | Slovakia | Filip Popluhár   |
| 20 | TĐ | Slovakia | Rastislav Baša   |
| 25 | TV | Serbia   | Uroš Vuković*    |
| —  | TM | Slovakia | Krisztián Németh |
| —  | TM | Slovakia | Martin Šálka*    |
| —  | TV | Slovakia | Rudolf Bilas*    |

- Cầu thủ có kí hiệu "*" bên cạnh tên có thể nằm trong đội hình ŠKF Sereď nhờ một thỏa thuận giữa hai câu lạc bộ này.

### Cho mượn
Ghi chú: Quốc kỳ chỉ đội tuyển quốc gia được xác định rõ trong điều lệ tư cách FIFA. Các cầu thủ có thể giữ hơn một quốc tịch ngoài FIFA.
| Số | VT | Quốc gia | Cầu thủ                                                                 |
| -- | -- | -------- | ----------------------------------------------------------------------- |
| —  | TV | Slovakia | Renáto Meszlényi (đến FK Slovan Duslo Šaľa cho đến 30 tháng 6 năm 2019) |
| —  | TV | Slovakia | Štefan Manczal (đến ŠK Veľké Úľany cho đến 30 tháng 6 năm 2019)         |

### Ban kĩ thuật
| Vị trí                  | Nhân viên           |
| ----------------------- | ------------------- |
| Chủ tịch                | Zsolt Takács        |
| Giám đốc bóng đá        | Tibor Drozd         |
| Huấn luyện viên         | Jozef Kováč         |
| Trợ lý huấn luyện viên  | Róbert Hupka        |
| Huấn luyện viên thủ môn | Daniel Kiss         |
| Bác sĩ                  | MUDr. Vojtech Valkó |
| Bác sĩ vật lý trị liệu  | Miloš Macala        |